# フィリップヴィル
フィリップヴィル（フランス語: Philippeville [fi.lip.vil]）は、ベルギーのナミュール州にある基礎自治体（コミューン）。
ファニョール (Fagnolle) 、フランシモン (Franchimont) 、ジャマーニュ (Jamagne) 、ジャミオール (Jamiolle) 、メルルモン (Merlemont) 、ヌーヴィル (Neuville) 、オムゼー (Omezée) 、ロリー (Roly) 、ロムデンヌ (Romedenne) 、サマール (Samart) 、サール＝アン＝ファーニュ (Sart-en-Fagne) 、ソートゥール (Sautour) 、シュリス (Surice) 、 ヴィレ＝サン＝ファーニュ (Villers-en-Fagne) 、ヴィレ＝ル＝ガンボン (Villers-le-Gambon) 、ヴォドセー (Vodecée) の旧コミューンを含む。

## 歴史

### まちの起源
16世紀初頭、この辺りはカール5世のハプスブルク領ネーデルラントとフランソワ1世のフランスにはさまれていた。戦いの火ぶたはアンリ2世治世の1554年に切られた。森におおわれ人口はまばら、そのうえエノー伯領、ブルゴーニュ公領、リエージュ司教領が複雑に入り組んでいた一帯は攻撃にもってこいであった。砦の攻略と陥落のシーソーゲームが続いた。クーヴァンとジヴェに近いマリアンブール要塞はまもなくフランス軍の手に落ちた。9世紀からその存在を知られていたエセレンヌ村に1555年、ネーデルラントのオラニエ公ウィレム1世が新しく砦を築いた。砦は着工から4ヶ月で完成した。1556年、カール5世は息子のスペイン王フェリペ2世にちなんでこれに「フィリップヴィル砦」と名づけた。

### 発展
三十年戦争の終結を告げた1659年のピレネー条約でフランスに組み入れられた。1815年のパリ条約から1830年のベルギー独立革命まではオランダ領であった。市街を取り囲む城壁は1856年に取り払われ、環状道路として活用された。

## 名所

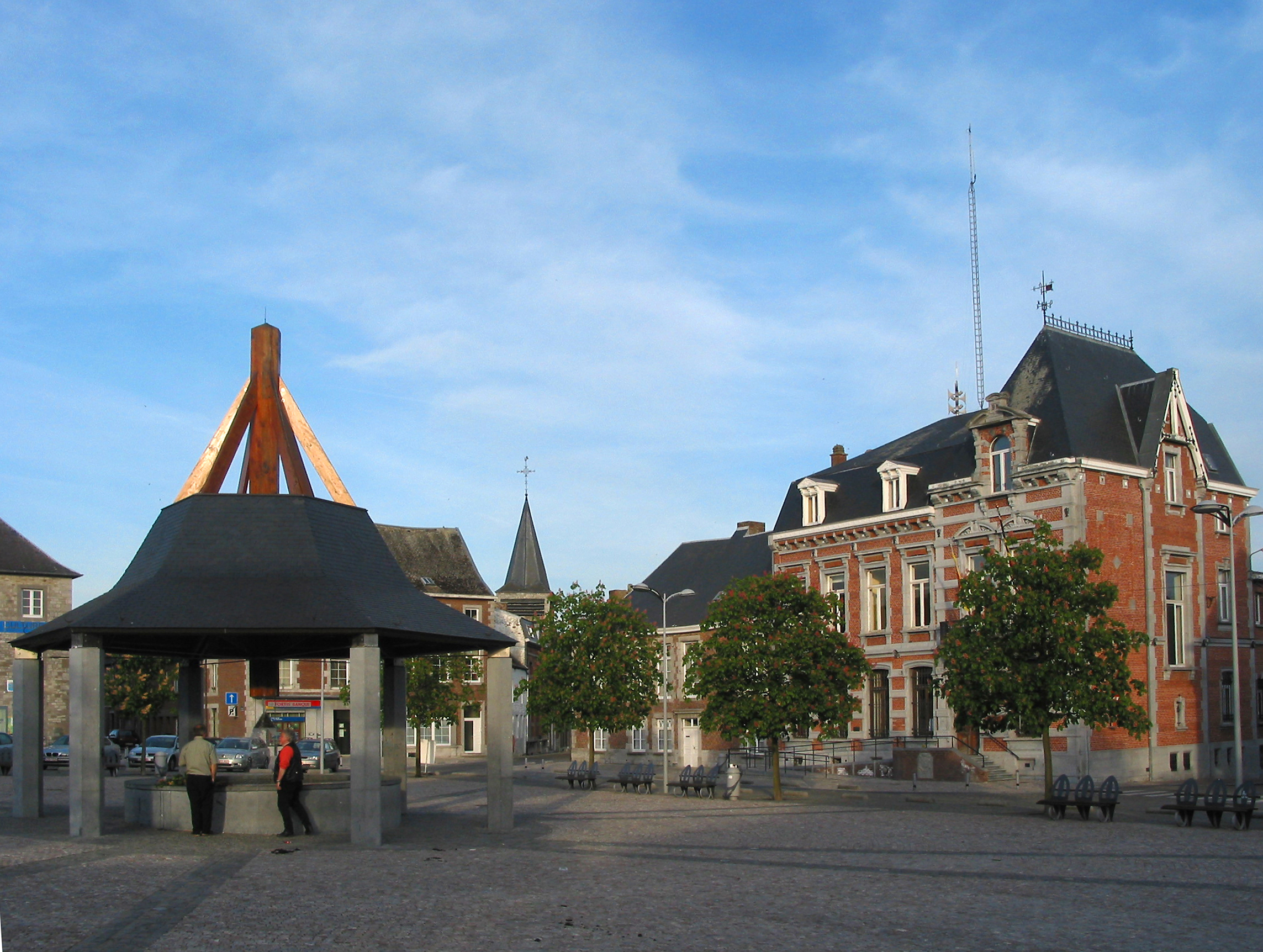
市内の広場

まちの建設期につくられた長さ10kmの地下通路。一部は観光客にも開放されている。

## 出身有名人
- ジェローム＝ジョゼフ・ド・モミニー（1762年 - 1842年） 古典派、ロマン派の作曲家であり音楽学者。

## 姉妹都市
- ソーリュー（フランス）